# Deflexão da luz
Deflexão do meio ou refração da luz são fenômenos de origens diferentes com resultados iguais que tanto podem ser explicados como demonstrados, quando um raio de luz atravessa dois meios diferentes ou quando mergulhamos um lápis n’água. Astronomicamente, porem a ocorrência da deflexão da luz associada a gravitação pode ser assistida no mesmo teatro de transformações observáveis dirigidos a refração que igualmente acontece a todos corpos celestes rentes as linha dos horizontes que na verdade estão abaixo da linha do horizonte. Nesse sentido, alguns cientistas acreditam  que  um campo gravítico muito forte foi a causa da pequena diferença encontrada entre a posição estimada e a verdadeira de uma estrela que durante um eclipse do sol ao cruzar dois horizontes lua, sol e três meios teve   atmosfera seus feixes de luz arqueados em direção ao limbo do sol e da lua. 
Segundo os cálculos do físico Albert Einstein (que usava fontes não citadas, só posteriormente descobertas em suas teorias a exemplo de Poincaré e Lorentz) nessa previsão,  o ângulo da deflexão da luz seria de 1,7 segundos de arco e só seria mensurável com a ajuda do telescópio. Isso foi encontrado nas duas únicas observações desse tipo, no eclipse de 1919 acontecido em Sobral, Ceará; e na Ilha do Príncipe, África depois disso outras tentativas foram feitas com melhores equipamentos e acompanhamento aéreo sem nenhum sucesso.